# أل شميت
أل شميت (بالإنجليزية: Al Schmitt)‏ هو منتج أسطوانات ومهندس ومهندس الصوت أمريكي، ولد في 17 أبريل 1930 في بروكلين في الولايات المتحدة.

## وصلات خارجية
- أل شميت على موقع IMDb (الإنجليزية)
- أل شميت على موقع ميوزك برينز (الإنجليزية)
- أل شميت على موقع أول ميوزيك (الإنجليزية)
- أل شميت على موقع ديسكوغز (الإنجليزية)